# Philippi-Farmland
Das Philippi-Farmland, englisch Philippi Horticultural Area (PHA), ist ein südöstliches Vorortgebiet von Kapstadt in der südafrikanischen Provinz Western Cape.
Dieses Areal verkörpert eine unverwechselbare Kulturlandschaft in den Cape Flats sowie eine der letzten verbliebenen landwirtschaftlich genutzten und teilweise natürlichen Gebiete innerhalb des überwiegend dicht besiedelten Ballungsraumes Kapstadt.

## Geographie

### Lage
Das Philippi-Farmland ist ein gering bebauter und von Landwirtschaft geprägter innerstädtischer Landschaftsraum im Subcouncil 17. Dieses Gebiet ist als „Sub Place“ im Stadtteil Philippi ausgewiesen.
Die Gegend diente früher hauptsächlich als Weideland für die Farmen in den benachbarten Gebieten. Inzwischen hat sich hier eine Agrarwirtschaft entwickelt, die den Frischemarktsektor von Kapstadt versorgt.
| Lansdowne                                          | Hanover Park, Manenberg                     | Nyanga                       |
| Ottery, Grassy Park                                | Kompassrose, die auf Nachbargemeinden zeigt | Mitchells Plain, Khayelitsha |
| Zeekoevlei, Waste Water Treatment Works, False Bay | Strandfontein False Bay                     | Kapteinsklip False Bay       |

An der westlichen Seite verläuft die Strandfontein Road (M17), wovon zahlreiche Nebenstraßen in ein streifenförmiges Wohngebiet und zu den Farmen abzweigen. Die Hauptstraße mündet kurz vor der Küste der False Bay in den Baden Powell Drive (R310) ein. An der östlichen Flanke bildet der gleichfalls zur Küste führende Jakes Gerwel Drive (M7) die Grenze. Parallel zu ihm verläuft die alte Weltevreden Road. Im Norden des Farmlands erstreckt sich zwischen Wetton und Klipfontein in West-Ost-Richtung die Govan Mbeki Road (M9). Ein Anschluss an das Nahverkehrssystem Metrorail Western Cape besteht nur über den Bahnhof im angrenzenden Stadtteil Philippi.
Haupterschließungsstraßen im Farmland sind die Boundary Road, Schaapkraal Road, Ottery Road, Varkens Vlei Road, im Süden die Olieboom Road und Marshrose Road sowie im Osten die Weltevreden Road. Sie dienen den Bewohnern, Landarbeitern und dem agrarwirtschaftlichen Verkehr.

### Geologie und Hydrographie
Ursprünglich wurde die Gegend Die Duine oder The Dunes genannt, weil sie ein aus Sanddünen bestehender Landschaftsraum ist. In diesem Gebiet befindet sich der einzige noch nicht versiegelte Teil des Cape Flats Aquifer, ein 630 km2 großes Gebiet eines Porengrundwasserleiters, das in den Cape Flats größtenteils überbaut wurde. Dieses Süßwasserreservoir wird durch die Farmen mittels Bohrungen erschlossen und das Wasser dann in Teichen für die spätere Bewässerung vorrätig gehalten.
Die quartären Sande, die den Cape Flats Aquifer bilden, bestehen aus fluvial, marin und äolisch abgelagerte Sandschichten. Die Strömungsrichtung des oberflächennahen Grundwassers verläuft parallel zur Abflussrichtung des Oberflächenwassers. Das Grundwasser fließt überwiegend in halbradialer Richtung von höher gelegenen Arealen des Grundgebirges im Nordosten bei Durbanville in die Tafelbucht im Nordwesten und zur Küste der False Bay im Süden.
Der Wasserknappheit im Raum Kapstadt könnte durch den Cape-Flats-Grundwasserleiter entgegengewirkt werden, wenn die betroffenen Gebiete ordnungsgemäß geschützt, überwacht und bewirtschaftet würden, wie es in der Umgebung von Atlantis der Fall ist. Es wird geschätzt, dass etwa 30 % des städtischen Trinkwasserverbrauchs auf diese Weise gedeckt werden könnte. Zudem versorgt das Landwirtschaftsgebiet den Großraum Kapstadt zu etwa 70 % mit Frischgemüse. Nach Forschungen an der University of the Western Cape und anderen Fachkreisen, wie den Philippi Horticultural Area for Food and Farming Campaign und der Environmental Monitoring Group der Provinzversammlung von Western Cape, muss diesen Aspekten künftig eine höhere Aufmerksamkeit entgegengebracht werden.

## Bevölkerung
Gemäß der Volkszählung von 2011 lebten in Philippi SP2 (Philippi-Farmland) 6618 Personen in 1790 Haushalten. Von diesen waren 70 % Coloureds, 16 % Schwarze, 7 % Weiße, 4 % Andere und 3 % Inder oder andere Asiaten. Die Hauptsprachen im Alltag waren mit 53 % Afrikaans, mit 33 % Englisch und mit 8 % isiXhosa.

## Geschichte
Das Farmland hat seinen Namen nach der sich nordöstlich anschließenden Siedlung erhalten. Der Vorort Philippi, 1878 gegründet, ist nach Phillip Faure benannt, der der erste Geistliche der Niederländisch-reformierten Kirche im nahen Wynberg war.
Der gesamte Landschaftsraum Cape Flats wurde seit Jahrtausenden von indigenen Gesellschaften als Lebensraum genutzt. Vor der Ankunft europäischer Einwanderer weideten hier über 2000 Jahre lang Khoisan-Hirten ihre Viehbestände. Im 17. Jahrhundert kam es in dieser Gegend zu den ersten interkulturellen Kontakten zwischen Indigenen und Europäern. Landwirte haben berichtet, dass sie bei der Bewirtschaftung des Landes Artefakte von historischer Bedeutung gefunden haben, insbesondere Fundobjekte aus der Zeit der Besiedlung durch die Khoisan. Trotzdem hat der wissenschaftliche Wert der Funde nicht zu einer weiteren Erforschung dieser Gegend geführt und viele dieser Artefakte befinden sich im Besitz der Bauern. Bewirtschaftet werden 3029,04 ha (Stand 2012).
Deutsche Einwanderer fanden hier 1877/1878 und 1883 eine neue Heimat. Die spätere Gruppe kam aus Lüneburger Heide in Norddeutschland, wo sie mit ähnlichen Sand- und Sumpfverhältnissen vertraut waren.

## Landwirtschaft
Das Philippi-Farmland wird im Alltag als „Gemüsekammer“ von Kapstadt bezeichnet. Seit der europäischen Besiedlung des Gebietes durch evangelisch-lutherische Einwanderer aus Deutschland im späten Abschnitt des 19. Jahrhunderts wurde von hier Kapstadt mit Feldgemüse versorgt.
Mit Stand 2016 waren 64 % der Nutzflächen bewirtschaftet. Die südlichen Landabschnitte haben das höchste landwirtschaftliche Potenzial. Der Flächenanteil nach Betriebsgrößen ist deutlich differenziert, wonach 63 % der genutzten Flächen von großen kommerziellen Landwirten und 32 % von kleineren Erwerbsbauern bearbeitet werden. Große Unterschiede gibt es bei den Flächengrößen. Kleinbauern (Subsistenz) machen 9,6 ha, Erwerbsbauern 24,8 ha und große Agrarbetriebe 149,4 ha aus. Das Durchschnittsalter der kommerziellen Landwirte liegt bei 65 Jahren.

## Sehenswürdigkeiten
- Plantagenanlagen in einer sehr flachen Dünenlandschaft
- Coastal dune area, naturbelassene Dünenlandschaft in Küstennähe
- Edith Stephans Wetlands Nature Reserve (Feuchtgebiet)
- Zionhöhe (Zion’s Height), mit einer 1897 errichteten Kirche der deutschen Einwanderer und einem Friedhof

## Weiterführende Literatur
- R. S. Hill, J. N. Theron: Silica sand of the Cape Flats. Geological Survey of South Africa, Bulletin Nr. 69 (1981)
- Anonymus: Philippi Heritage Information Brochure. (City of Cape Town Heritage advice pamphlet, 16). Kapstadt 2007, ISBN 978-0-9802721-5-4 PDF, englisch